# Gnidia spicata
Gnidia spicata är en tibastväxtart som först beskrevs av Carl von Linné d.y., och fick sitt nu gällande namn av Ernest Friedrich Gilg. Gnidia spicata ingår i släktet Gnidia och familjen tibastväxter. Inga underarter finns listade i Catalogue of Life.